# Spotter (automobilismo)

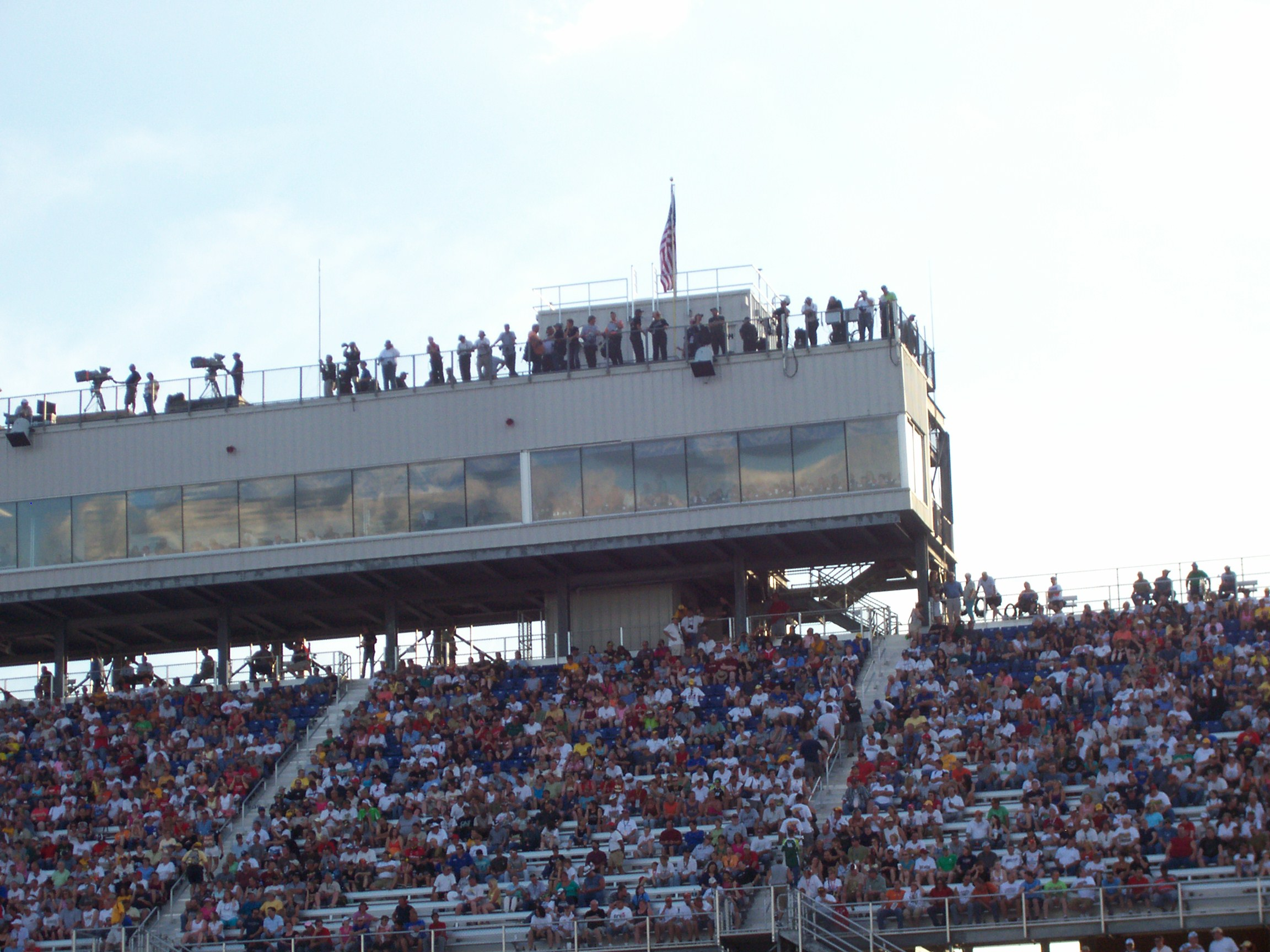
Degli spotter in cima alla torre del Milwaukee Mile

Nell'automobilismo il termine inglese spotter (lett. "colui che individua") indica un membro di una squadra corse il cui compito è quello di trasmettere informazioni al proprio pilota mantenendolo al corrente di ciò che avviene in pista.
Lo spotter è una figura presente per lo più nell'automobilismo praticato su piste ovali e, dato che le piste ovali sono diffuse prevalentemente negli Stati Uniti d'America, l'uso "massiccio" degli spotter avviene per lo più nei campionati statunitensi, come quelli di NASCAR e IndyCar, ma non è raro trovarli anche in altri campionati.
Gli spotter si posizionano in un punto alto dell'autodromo, generalmente sopra le tribune o sul tetto di qualche altro edificio nel tracciato, da dove riescono a tenere costantemente sotto controllo sia il proprio pilota sia ciò che avviene altrove in pista. Gli spotter sono costantemente in contatto col proprio pilota tramite il sistema radio bidirezionale. Lo spotter viene anche detto "gli occhi del pilota" e, per quanto semplice, è uno dei più importanti sistemi di sicurezza adottato nell'automobilismo professionale negli ultimi vent'anni. Specialmente quando, a seguito di un incidente, del fumo in pista impedisce al pilota di vedere, è compito dello spotter indirizzare con precisione il pilota affinché guidi la vettura fin fuori dalla zona di pericolo.

## Storia e dettagli
L'uso degli spotter si diffuse nei campionati statunitensi di NASCAR e CART tra la fine degli anni ottanta e l'inizio dei novanta. L'uso della comunicazione radio bidirezionale tra pilota e squadra era già iniziata tra gli anni '70 e l'inizio degli '80, tuttavia tutte le comunicazioni avvenivano nell'area del pit stop, prevalentemente per discutere delle strategie sulle soste e dei problemi meccanici delle vetture. Nessuna pista era dotata di schermi video ed i monitor che mostrano le informazioni satellitari della gara (oggi dotazione standard su quasi tutte le piste) non sarebbero arrivati prima di qualche decina d'anni. Le squadre ai box avevano pochissime informazioni riguardo a ciò che avveniva sulla pista eccetto quello che potevano vedere loro stessi dall'area del cambio gomme.
Ad un certo punto, negli anni '80, le squadre iniziarono a fare delle prove con un membro aggiuntivo della squadra, di stanza in un altro punto della pista. Alcuni team posizionarono un membro della squadra in una sorta di "torrette di avvistamento", in posti elevati riservati ai fotografi, alcuni, semplicemente, acquistarono biglietti per dei posti sulle tribune tra gli spettatori. Questo posizionamento dava ai team una visuale unica della pista e permetteva allo "spotter" di riferire informazioni che non potevano essere osservate dai box. All'inizio, le informazioni acquisite erano semplici. Per esempio, se in pista si fosse verificato un incidente avrebbe potuto tempestivamente avvertire il suo pilota sulla posizione dell'incidente e avrebbe potuto consigliare come effettuare una manovra per evitarlo. Altre volte lo spotter avrebbe potuto osservare le altre vetture e riferire informazioni sulle loro prestazioni se questo fosse stato utile. Inoltre, prima che le squadre fossero dotate di radar meteo nei box, gli spotter potevano trasmettere informazioni sull'eventuale avvicinamento di pioggia e consentire così una modifica tempestiva della strategia di gara.
Tra l'inizio e la metà degli anni '90 la NASCAR cominciò a standardizzare l'organizzazione degli spotter ed alla fine li rese obbligatori. In ogni autodromo venne riservata un'area speciale per gli spotter, uno con la migliore visuale del circuito. Su certe piste, come a Daytona, Talladega, ed Indianapolis, si utilizzano più di uno spotter, dato che non è possibile vedere tutto da un solo punto di avvistamento.
Con il passare degli anni i compiti degli spotter sono aumentati e ora assistono i piloti (specie nelle gare in cui si formano gruppi di vetture piuttosto numerosi) durante i sorpassi e quando il traffico si fa particolarmente intenso. Dal momento che i caschi dei piloti, i sedili con la protezione per la testa e altre dotazioni di sicurezza rendono difficile la visione periferica, gli spotter aiutano i piloti indicando se il momento sia buono o meno per un sorpasso, o avvisano i piloti del sopraggiungere di un pilota avversario che tenti il sorpasso.
È noto anche che gli spotter a volte collaborano, per situazioni di reciproco vantaggio, anche se sono in competizione tra loro. Per esempio, gli spotter di due vetture che stanno correndo insieme potrebbe accordarsi perché i loro rispettivi piloti rientrino ai box insieme, in questo modo potrebbero rientrare in pista insieme e continuare la momentanea "alleanza". Spotter di squadre in competizione potrebbero anche organizzarsi in modo che i propri rispettivi piloti si alleino contro un'altra vettura, in modo che questa collaborazione faccia guadagnare posizioni ad entrambi. Allo stesso modo può capitare che piccoli litigi in pista possono portare a situazioni di tensione tra i rispettivi spotter.
Gli spotter sono ex piloti, proprietari, istruttori, o membri vari della squadra diversi che altrimenti non avrebbero nessun ruolo durante la gara. Gli spotter normalmente lavorano a stretto contatto con il pilota, sviluppando un proprio gergo, anche per capire quali dettagli e con quale grado di precisione il proprio pilota desidera certe informazioni durante la gara. Alcuni piloti possono preferire flussi costanti di informazioni, mentre altri potrebbero richiedere informazioni concise. Inoltre, possono mettersi d'accordo su periodi "di buio", in cui non è ammessa nessuna discussione (ad esempio, la parte più difficile della pista o durante un momento intenso della gara che richieda una particolare concentrazione).
Il lavoro dello spotter è spesso considerato difficile e poco desiderabile, nonostante appaia semplice. Gli spotter devono stare in piedi per lunghi periodi di tempo e non possono permettersi di interrompere la concentrazione durante le sessioni di prove libere, le qualifiche o durante la durata di tutta una gara, che possono durare fino a quattro o più ore ciascuna. Le pause sono rare o totalmente inesistenti. Le condizioni meteo nelle postazioni alte degli spotter sono di solito estreme, niente ombra quando il sole picchia, nessuna protezione dal vento forte o dalle raffiche e nessun riparo dalla pioggia. La responsabilità di mantenere il proprio pilota in stato di sicurezza in pista è un ulteriore onere del loro lavoro. Cali di concentrazione possono avere conseguenze importanti per il proprio pilota in pista.